# Sztywniaki
Sztywniaki (Deomyinae) – podrodzina ssaków z rodziny myszowatych (Muridae). W przeszłości umieszczano je w obrębie innych podrodzin myszy (Murinae) lub nadrzewników (Dendromurinae). Czasem stosuje się do nich nazwę Acomyinae, zwłaszcza w pismach poprzedzających włączenie do nich gatunku Deomys ferrugineus. Deomyinae jako nazwa starsza została w użyciu.
Przedstawiciele tej rodziny nie posiadają żadnych cech morfologicznych odróżniających je od innych myszowatych, chociaż sugerowano tu szczegóły budowy trzeciego górnego trzonowca. Natomiast łączą je mutacje, odkryte dzięki badaniom ich DNA jądrowego i mitochondrialnego.
Ponieważ wiele gatunków z wymienionych poprzednio dwóch podrodzin myszowatych nigdy nie było przedmiotem analiz filogenetycznych na poziomie molekularnym, nie można wykluczyć, że podrodzina, przynależność do której opiera się na takich badaniach, w przyszłości znacznie się poszerzy. Dzisiaj zalicza się do niej 4 rodzaje i 36 gatunków.

## Zasięg występowania
Wszystkie rodzaje obecnie zaliczane do Deomyinae występują w Afryce, a rodzaj Acomys także w Azji. Sugeruje to afrykańskie pochodzenie podrodziny.

## Systematyka
Do podrodziny należą następujące występujące współcześnie rodzaje:
- Acomys I. Geoffroy Saint-Hilaire, 1838 – kolcomysz
- Lophuromys W. Peters, 1874 – szczoteczniczka
- Deomys O. Thomas, 1888 – kongijka – jedynym przedstawicielem jest Deomys ferrugineus O. Thomas, 1888 – kongijka rdzawa
- Uranomys Dollman, 1909 – szorstek – jedynym przedstawicielem jest Uranomys ruddi Dollman, 1909 – szorstek sawannowy

Opisano również rodzaje wymarłe:
- Preacomys Geraads, 2001[10]
- Tectonomys Winkler, 1997[11] – jedynym przedstawicielem był Tectonomys africanus Winkler, 1997.